# Hizen Torishima
Pour les articles homonymes, voir Torishima.
Torishima ou Hizen Torishima (鳥島 (長崎県), (Hizen) Torishima, littéralement « îles aux Oiseaux (préfecture de Nagasaki) ») est un groupe d'îles composé de trois îles, Kita kojima, Naka kojima et Minami kojima, dans le nord-est de la mer de Chine orientale, au Japon.
Les îles dépendent de la ville de Gotō dans la préfecture de Nagasaki. Torishima se trouve à environ 60 km au sud-ouest de l'île de Fukue, à 30 km au nord-ouest des îles Danjo-guntō, à l'extrême ouest de la préfecture de Nagasaki. C'est un archipel inhabité, le plus à l'ouest de Kyushu à l'exclusion de la préfecture d'Okinawa).

## Description
Hizen Torishima est un archipel de petite et moyenne taille composé de trois îles : Kita kojima (19 m2 pour une altitude de 9 mètres), Naka kojima (80 m2 pour une altitude de 13 mètres) et Minami kojima (88 m2 pour une altitude de 16 mètres). C'est un groupe d'îles d'une superficie équivalente à un bâtiment de taille petite à moyenne.
Son existence est connue depuis plusieurs siècles. L'archipel est clairement indiqué dans les cartes et les documents historiques. En 1970, l'archipel fut enregistré par l'administration sous le nom de Tonoshima, dans la ville de Fukue.
En 2006, Torishima est devenu le nom unifié de l'Autorité japonaise d'information géospatiale (nom de registre Torishima). L'adresse de Hizen Torishima est Hamacho, ville de Gotō, préfecture de Nagasaki.
Depuis 2014, l'Autorité japonaise d'information géospatiale la décrit comme étant Hizen Torishima, composé de « Kita kojima, Naka kojima et Minami kojima ». C'est un archipel inhabité, le plus à l'ouest de Kyushu à l'exclusion de la préfecture d'Okinawa.
Le ministère de l'Environnement du Japon a désigné la zone « 22101 Hizen Torishima » comme hautement importante du point de vue de la biodiversité.

## Activité
Les eaux environnantes de cet archipel sont connues pour être de bonnes zones de pêche pour le thon rouge juvénile (yokowa), la limande à queue jaune, l'hiramasa, etc. Il est également célèbre pour sa pêche profonde.
Cependant, l'accessibilité est limitée en raison des conditions en mer et des conditions météorologiques. De mars à juin, au cours de la saison, une liaison par ferry depuis les îles Gotō est mise en place, de sorte que même les civils peuvent se rendre à Hizen Torishima en prenant le ferry.

## Géologie
Le sol de l'archipel est constitué de porphyre granitique, une roche plutonique datant du néogène.

## Histoire
L'archipel a été utilisé comme champ de tir par l'United States Navy après la Seconde Guerre mondiale.

## Zone économique exclusive

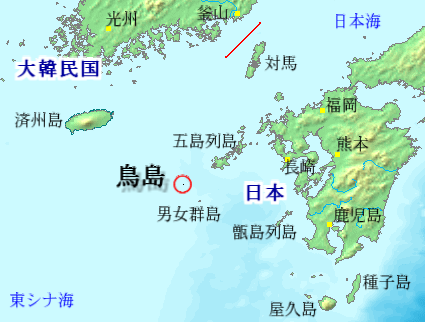
Carte de l'archipel.

Hizen Torishima n'a pas été désignée comme « île » par les gouvernements japonais et coréen dans le cadre de la Convention des Nations unies sur le droit de la mer. Ceci est dû au fait que la région est petite et que les habitants ne peuvent pas vivre à Hizen Torishima sans la mise en place d'une plate-forme offshore ou d'un remblaiement. Les rochers Liancourt dans la mer du Japon ne constituent actuellement pas un point de base d'une zone économique exclusive (ZEE) pour la même raison.
En 1978, les deux gouvernements du Japon et de la Corée du Sud ont conclu un accord de développement conjoint, convenant d'un partage du pétrole et du gaz naturel qui se trouveraient dans le sous-sol dans l'est de la mer de Chine orientale, du large de Hizen Torishima à l'île de Jeju.

Cependant, le gouvernement coréen a prétendu changer le point de base de la ZEE d'Ulleungdo, qui avait déjà été revendiqué, aux rochers Liancourt (également appelés Dokdo (독도) en coréen et Takeshima (竹島) en japonais) lors de la négociation de la démarcation de la zone économique exclusive entre le Japon et la Corée en juin 2006. Le gouvernement japonais aurait également annoncé à la partie coréenne son intention d'affirmer Hizen Torishima comme point de départ de la ZEE japonaise.
La garde côtière du Japon s'intéresse de près aux archipels Danjo-guntō et Hizen Torishima depuis 2010. En 2011, elle a renforcé sa sécurité en éliminant par exemple plusieurs bateaux de pêche chinois comme auteurs d'infractions dans les eaux territoriales.
Le 26 décembre 2011, 10 membres de la Fédération des législateurs agissant pour protéger le Japon, formation bipartisane présidée par la membre de la Chambre des conseillers du Parti libéral-démocrate Eriko Yamatani, ont visité la base aérienne de Kagoshima. A bord d'un avion de la base, la garde côtière du Japon a survolé les archipels Danjo-guntō et Hizen Torishima.
En 2012, le gouvernement coréen a ignoré l'accord relatif à la mise en valeur commune de la partie méridionale du plateau continental adjacent aux deux pays entré en vigueur en 1978, et a affirmé que la mer de Chine orientale, depuis les eaux situées autour de Hizen Torishima jusqu'à la fosse d'Okinawa, constitue sa propre « zone océanique » de la ZEE.
En juillet 2012, Reiko Nakao et le maire Goto ont rendu visite à Hizen Torishima. À la fin de la même année, un membre de la Chambre des représentants du parti démocrate libéral, Yoshitaka Shinto, a débarqué pour la première fois sur Hizen Torishima en tant que parlementaire japonaise et a insisté sur la conservation du territoire et le développement des ressources.
Les trois îles qui composent Hizen Torishima s'appelaient autrefois Kitaiwa, Nakaiwa et Minamiiwa. Le 10 janvier 2014, l'Autorité japonaise d'information géospatiale a demandé des modifications en Kita Kojima, Naka Kojima et Minami Kojima. Le 24 janvier, l'Institut d'études géographiques du Japon a approuvé le changement de nom et mis à jour la cartographie.

## Source de la traduction
- (ja) Cet article est partiellement ou en totalité issu de l’article de Wikipédia en japonais intitulé « 鳥島 (長崎県) » (voir la liste des auteurs).